# BPCE
Il gruppo BPCE (Groupe des Banques Populaires et des Caisses d'Epargne) è la terza banca di Francia per numero di asset totali, nata nel 2009 dalla fusione della CNCE (Caisse nationale des caisses d'épargne) e BFBP (Banque fédérale des banques populaires, già Groupe Banque Populaire), che comunque sopravvivono come marchi. La banca ha più di 8.200 filiali sparse nel mondo con circa 150 milioni di clienti. La sua controllata bancaria Natixis, precedentemente una società quotata separatamente, è stata cancellata dalla quotazione ed è passata sotto la piena proprietà del Groupe BPCE nel 2021.
BPCE è stata designata come istituto significativo dall'entrata in vigore della vigilanza bancaria europea alla fine del 2014, e di conseguenza è direttamente vigilata dalla Banca Centrale Europea. È inoltre designata come banca di importanza sistemica globale (G-SIB) dal Financial Stability Board.

## Storia
Nel 2008 e all'inizio del 2009, lo Stato francese ha concesso un sostegno finanziario di circa 7 miliardi di euro al gruppo formato da Caisse d'Épargne, Banque Populaire e la loro joint venture Natixis. François Pérol, assistente senior del presidente Nicolas Sarkozy, ha guidato il processo decisionale sulla ristrutturazione del gruppo. L'entità risultante dalla fusione di CNCE e BFBP, denominata BPCE, è stata costituita il 31 luglio 2009. Lo stesso giorno, Pérol ne è diventato amministratore delegato mentre Philippe Dupont, ex presidente del Groupe Banque Populaire, è diventato presidente non esecutivo di BPCE.

## Organizzazione
L'holding BPCE comprende:
- la rete delle banche popolari (Banque fédérale des banques populaires)
- la rete delle casse di risparmio (Caisse nationale des caisses d'épargne)
- la banca Natixis (che è quotata)
- il Crédit Foncier de France
- la Banque Palatine
- la BPCE International et Outre-mer (BPCE IOM)
- BPCE Assurances

## Dati finanziari
Dati finanziari al 31 dicembre 2011 (fonte: BPCE)
- Fatturato: 23,4 Md€
- Utile: 2,7 Md€
- Tier 1: 41,1 Md€
- Core Tier 1: 35,4 Md€
- Ratio Tier 1: 10,6 %
- Ratio Core Tier 1: 9,1 %
- Totale bilancio: 1.138 Md€

Crediti:
- Groupe BPCE: 583,1 Md€
- Banque Populaire: 154,8 Md€
- Caisse d'Epargne: 171,0 Md€

Depositi clienti:
- Banque Populaire: 192,4 Md€
- Caisse d'Epargne: 345,2 Md€

Rating:
- Standard&Poor's: A
- Moody's: Aa3
- Fitch: A+